# Старооскольская глиняная игрушка

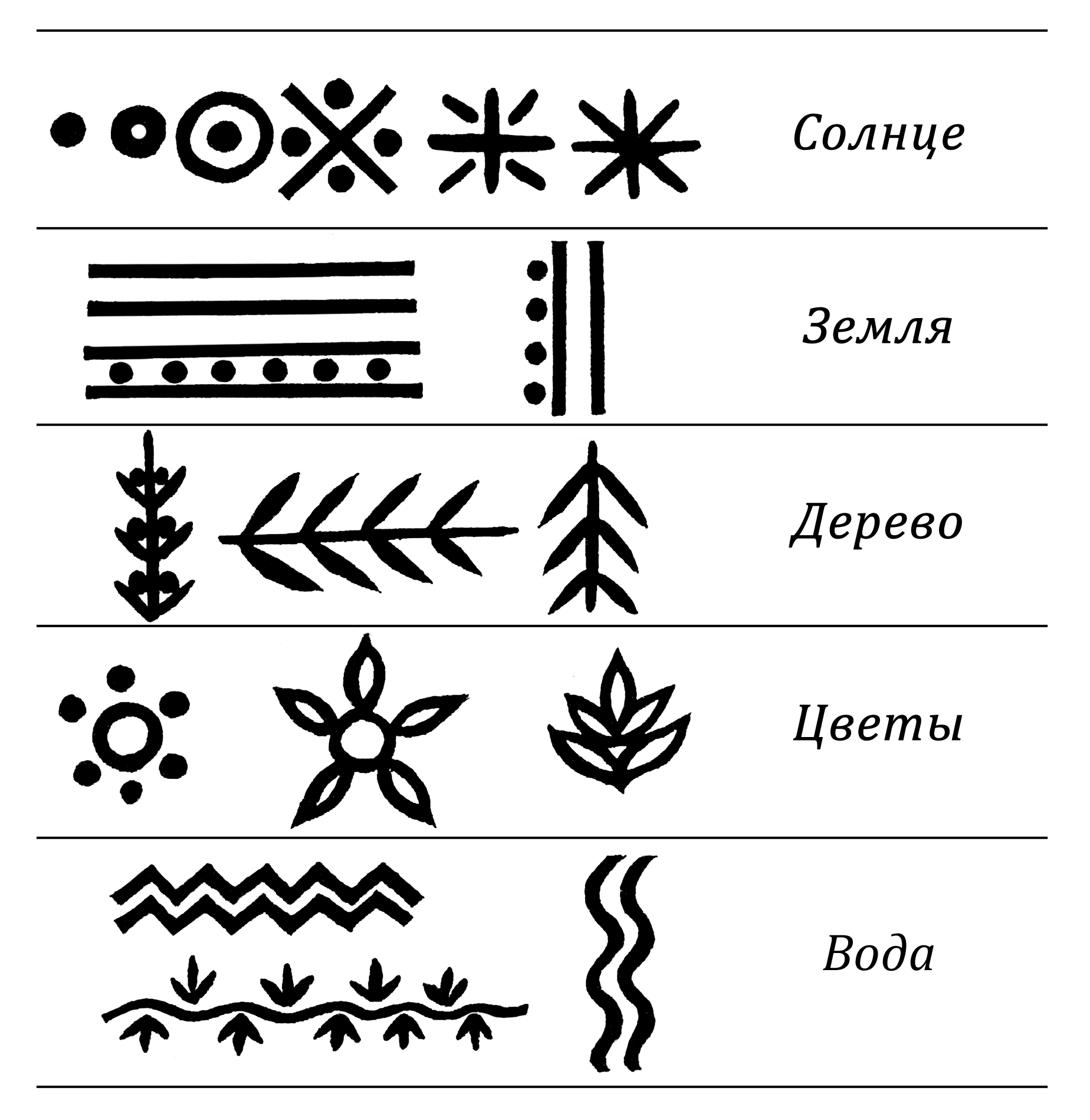
Семантика знака и символа Старооскольской игрушки

Старооскольская глиняная игрушка (Старооскольская народная глиняная игрушка) — народный художественный промысел в Старооскольском районе Белгородской области. Известен с  XV века.

## Возникновение
Находки двух кладов археологической старооскольской глиняной игрушки и консультации с московскими археологами позволяют утверждать, что игрушка появилась на территории будущего города Старого Оскола уже в XV веке. Пластика самых старых игрушек — коники, уточки, погремушки — слабо отличается от московской глиняной игрушки XIV—XVI веков. Очень возможно, что на нашей территории игрушку стали лепить переселенцы из Москвы или Подмосковья. Хотя археологи отметили, что игрушки такой формы и такого периода характерны для многих российских городов европейской части России.
В XVI веке старооскольская игрушка довольно резко изменяется. Можно предположить, что на это повлияли свойства местной гончарной глины. Изделия из местной беложгущейся глины были более хрупкими. Длинные «лебяжьи» шеи коней стали очень короткими. Практически до конца XVIII века пластика глиняных игрушек мало изменялась. Всего было найдено более 600 игрушек и их фрагментов этого периода. Потеряла популярность фигурка коника — найдено только 2 игрушки, зато появился безногий всадник, ухватившийся руками за шею коника. Самый популярный головной убор у этих всадников — фуражка и петровская треуголка. Последний гончар нашего города Дмитрий Иванович Распопов рассказывал, что он находил в детстве такую фигурку всадника в треуголке и показывал её своему деду-гончару. Дед сказал, что это фигурка «генерала», которых много видели в городе, когда через него проезжал царь Пётр.
В XVI—XVIII веках пластика игрушек менялась слабо. Крупные цилиндрические погремушки становятся в полтора-два раза меньше по диаметру, появляются мелкие сферические погремушки. Более толстые стенки мелких погремушек не давали громкого шума и в конце XVII века их лепить перестали. Появляются новые формы игрушек: баба в кокошнике с кувшином-свистком; барашек с длинными закрученными рогами; уточка постепенно «перерождается» в птичку; в конце периода появляются фигурки коровы и быка. Большинство найденных игрушек XV—XVIII веков имеют следы росписи охрой, которую получали путём пережога конкреций минералов лимонита и марказита. Старый Оскол находится в «сердце» Курской магнитной аномалии и эти минералы можно найти на дне оврагов. Раскраска игрушек довольно примитивная: прямые и волнистые линии, уголки, веточки. Довольно часто правый и левый бока игрушки расписаны по-разному.
Игрушек XIX века пока найти в большом количестве не удалось.
Во втором кладе было около 300 игрушек и их фрагментов конца XIX — первой трети XX веков. На эту игрушку большое влияние оказали «тряпичники», которые закупали игрушки «корзинами и не глядя». Д. И. Распопов вспоминал, что игрушку стали лепить «все, кому не лень». Стала более примитивная пластика. Безногого генерала заменил казак с ногами, появились фигурки собаки и медведя с кувшином-свистком и птичка на высокой ножке. Заказчику нужна была яркая игрушка и их красят точками, линиями различными красками. Самые «популярные» краски — разведённые на молоке либо клейстере сажа из печи, аптечная зелёнка, химический карандаш. Мастерицы побогаче покупали «у китайца на рынке» красную или малиновую анилиновые краски.
Игрушку лепили в основном жёны и дети гончаров. Это был их промысел, позволяющий в свободное время заработать дополнительные деньги или поменять игрушки на продукты. В те времена игрушка стоила на рынке одно куриное яйцо, казак на коне — два яйца. В конце 1920-х — начале 1930-х годов гончарное ремесло в городе было уничтожено властью, так как никто из гончаров не захотел объединяться в артели. Практически пропал и промысел игрушки.
Результаты 27-летних поисков и исследования старооскольской игрушки опубликованы в монографии Шевченко Б. А. «Старооскольская народная глиняная игрушка. История, технология, перспективы возрождения». Московский музей традиционного искусства народов мира, 2015 г. Более 7500 страниц информации по старооскольской игрушке на сайте Бориса Шевченко (igrushkashb.ru).
На протяжении всего периода истории развития ремёсел и промыслов Старого Оскола нет письменных свидетельств о развитии этого подсобного промысла. Это может говорить о том, что игрушечный промысел не был выделен в специализированную ветвь и не имел особенного значения в промысловой жизни ремесленников.
Старооскольская глиняная игрушка — один из древнейших народных промыслов Белгородской области, занесённый в каталог «Народные промыслы России».

## Современность
Старооскольскую игрушку, как самостоятельный промысел, исследователи выделили лишь в 1985 году благодаря настойчивости московского искусствоведа и коллекционера М. А. Никитина. В 1987 году старооскольская игрушка сестёр Гончаровых появилась на выставке «Народное гончарство России».
Искусствоведы делят народную игрушку на крестьянскую, посадскую и городскую. Старооскольскую относят к довольно редкой посадской. Посадская игрушка представляет собой нечто среднее между городской и крестьянской. В ней нет яркости и тщательности отделки, которая присуща городской игрушки, нет и примитивности пластики и грубой раскраски крестьянской игрушки.  
В настоящее время нашу игрушку лепят более десятка мастеров, как правило учеников потомственных мастеров — сестёр Ольги Михайловны и Натальи Михайловны Гончаровых.